# Claudia Zwiers
Claudia Antoinette Zwiers (* 23. November 1973 in Haarlem) ist eine ehemalige niederländische Judoka. 1996 war sie Europameisterin und gewann eine olympische Bronzemedaille.

## Sportliche Karriere
Die ehemals 1,81 m große Claudia Zwiers startete bis 2000 meist im Mittelgewicht und wechselte dann ins Halbschwergewicht. 1992 belegte sie bei den Europameisterschaften den siebten Platz. Im Jahr darauf gewann sie die Bronzemedaille; nachdem sie im Halbfinale gegen die Britin Chloe Cowen verloren hatte, besiegte sie im Kampf um Bronze die Portugiesin Catarina Rodrigues. Bei den Judo-Weltmeisterschaften 1993 unterlag sie in ihrem ersten Kampf der US-Judoka Liliko Ogasawara. Mit drei Siegen in der Hoffnungsrunde erreichte sie den Kampf um Bronze, den sie gegen die Chinesin Zhang Di verlor, so dass sie den fünften Platz belegte. 1994 unterlag Zwiers im Viertelfinale der Europameisterschaften der Österreicherin Anneliese Anglberger, am Ende erkämpfte sie wie 1993 Bronze durch einen Sieg über Catarina Rodrigues. Fünf Monate nach den Einzeleuropameisterschaften gewann Zwiers mit dem niederländischen Frauenteam den Titel bei den Mannschaftseuropameisterschaften. 
Bei den Judo-Weltmeisterschaften 1995 unterlag Zwiers im Halbfinale der Südkoreanerin Cho Min-sun, den Kampf um die Bronzemedaille verlor sie gegen Liliko Ogasawara. Im Mai 1996 siegte sie im Finale der Europameisterschaften über die Italienerin Emanuela Pierantozzi. Bei den Olympischen Spielen 1996 besiegte Zwiers in ihrem ersten Kampf die Amerikanerin Ogasawara und anschließend Wu Mei-Lin aus Taiwan. Im Halbfinale unterlag sie der Südkoreanerin Cho Min-sun durch Ippon, im Kampf um Bronze besiegte sie die Kubanerin Odalis Revé. 
1997 verlor Zwiers im Viertelfinale der Europameisterschaften gegen die Spanierin Úrsula Martín. Nach zwei Siegen in der Hoffnungsrunde gewann sie auch den Kampf um Bronze gegen Pierantozzi. 1998 und 2000 wurde Zwiers Militärweltmeisterin im Mittelgewicht. 1999 belegte sie den siebten Platz bei den Europameisterschaften. Nachdem die Niederlande bei den Olympischen Spielen 2000 durch Edith Bosch vertreten wurden, wechselte Zwiers in die nächsthöhere Gewichtsklasse. 
2001 gewann sie auch im Halbschwergewicht eine Bronzemedaille bei den Europameisterschaften, nachdem sie nur gegen die Französin Céline Lebrun verloren hatte. Bei den Judo-Weltmeisterschaften 2001 unterlag sie im Viertelfinale der Japanerin Noriko Anno, nach zwei Siegen in der Hoffnungsrunde verlor sie den Kampf um Bronze gegen Lebrun. Etwa einen Monat später erreichte sie das Finale bei der Universiade und verlor dort gegen die Britin Michelle Rogers. Ende 2001 unterlag Zwiers im Finale der Militärweltmeisterschaften der Italienerin Lucia Morico. Im Viertelfinale der Europameisterschaften 2002 verlor sie erneut gegen Morico, erkämpfte sich aber über die Hoffnungsrunde die Bronzemedaille. Im Finale der Militärweltmeisterschaften 2002 gewann Zwiers gegen Morico. 2003 erreichte Zwiers bei den Europameisterschaften nur den fünften Platz, nachdem sie gegen Morico im Halbfinale und gegen Lebrun im Kampf um Bronze verlor. Bei den Judo-Weltmeisterschaften 2003 belegte Zwiers den fünften Platz im Halbschwergewicht und den siebten Platz in der offenen Klasse. 
2004 nahm Zwiers zum zweiten Mal an Olympischen Spielen teil. Beim Turnier in Athen schied sie mit zwei Niederlagen sieglos aus. Bei den Europameisterschaften 2005 belegte sie vor heimischem Publikum in Rotterdam den fünften Platz. Bei den Judo-Weltmeisterschaften 2005 in Kairo unterlag sie im Viertelfinale der Französin Lebrun. Nach zwei Siegen in der Hoffnungsrunde gewann Zwiers auch den Kampf um Bronze gegen die Österreicherin Marianne Morawek. Zwiers wurde 2006 Siebte und 2008 noch einmal Fünfte bei den Europameisterschaften. 2012 war sie Polizeiweltmeisterin.
Zwiers gewann zwischen 1990 und 2010 zwölf niederländische Meistertitel, belegte dreimal den zweiten Platz und war fünfmal Dritte.